# モハメド・ラフマト
モハメド・ラフマト（Mohamed Rahmat、1938年1月4日 - 2010年1月1日）は、マレーシアの政治家。長男のヌル・ジャズラン・モハメド(Nur Jazlan Mohamed)も下院議員。
1978年から1982年までの間、情報大臣を務めていた。次のマハティール・ビン・モハマド首相の下でも1987年から1999年までの間情報大臣を務めている。1982年から1984年までの間はマレーシアのインドネシア大使も兼任していた。1988年から1996年までは与党の統一マレー国民組織の事務総長を務め、1988年から1999年までは国民戦線の事務総長を務めた。
2010年1月1日、午前8時ごろに彼の妻が起こそうとしたところ亡くなっていた。71歳だった。彼は生前腎臓病を10年間にわたり患っており、人工透析を受けていたという。